# Ermin z Lobbes
Ermin(o) z Lobbes, łac. Erminus (ur. w Herly koło Laonu w Pikardii, zm. 25 kwietnia 737 w opactwie Lobbes koło Charleroi w Hainaut) – kapłan, benedyktyński mnich, drugi opat Lobbes (ok. 711-737), święty Kościoła katolickiego.
Studiował w laońskiej szkole katedralnej (fr. Cathédrale Notre-Dame de Laon). Święcenia kapłańskie przyjął z rąk biskupa Medelgeriusza. Po śmierci swojego nauczyciela i pierwszego opata Lobbes św. Ursmara został jego następcą.
Wspomnienie liturgiczne św. Ermina obchodzone jest w dzienną pamiątkę śmierci.